# Hypoprora
Hypoprora is een geslacht van vlinders van de familie spinneruilen (Erebidae), uit de onderfamilie Calpinae.

## Soorten
- H. lophosoma Turner, 1906
- H. tortuosa Turner, 1930
- H. tyra Swinhoe, 1902